# Марія Єріца
Марія Єдлікова, відома як Марі́я Є́ріца (6 жовтня 1887 — 10 липня 1982) — моравська австрійська і потім американська оперна співачка (сопрано), що виступала на сцені Віденської державної опери (1912—1935) і Метрополітен-опера у Нью-Йорку (1921—1932 і 1951). Випустила ряд записів, багато з яких пізніше були випущені на компактдисках.
Народилась у Брно. 1910 року дебютувала як Ельза у вагнерівській «Лоенгрін» в Оломоуце. Імператор Франц Йосиф почув її спів й відразу ж наказав, щоби їй запропонував контракт з Імператорською оперою у Відні, де вона виконувала головні партії в операх до початку 1920-х років. Дебютувала в Метрополітен-опера 19 листопада 1921 року.
16 листопада 1926 року виконала головну роль в опері Пуччіні «Турандот» на північноамериканській прем'єрі цієї опери в Метрополітен-опера, де її успіх був таким же великим, як і в Відні.
Після дворічного шлюбу з деяким Вінером одружилася з австрійським бароном Фрідріхом Леопольдом Сальватором. У 1935 році одружилася з голлівудським магнатом Вінфілдом Шиханом, який помер 1945 року. 1948 року пошлюбила бізнесмена з Нью-Джерсі Ірвінга Сірі й переїхала в особняк, у Форест-Гілл, околиці Ньюарк, Нью-Джерсі, де жила до самої смерті в 1982 році в віці 94 років. 
Марія Єдлікова померла в Орінджі, Нью-Джерсі, й похована на цвинтарі Святого Хреста, Північний Арлінгтон, штат Нью-Джерсі. 